# Actinodontium adscendens
Actinodontium adscendens är en bladmossart som beskrevs av Schwaegrichen 1826. Actinodontium adscendens ingår i släktet Actinodontium och familjen Daltoniaceae. Inga underarter finns listade i Catalogue of Life.